# Олімпійський комітет Індонезії
Олімпійський комітет Індонезії (індонез. Komite Olimpiade Indonesia) — організація, що представляє Індонезію в міжнародному олімпійському русі. Була заснована 1946 року, зареєстрована у МОК 1952.
Штаб-квартира розташована у Джакарті. Є членом Міжнародного олімпійського комітету, Олімпійської ради Азії та інших міжнародних спортивних організацій.